# Sindrome trombocitopenica con assenza di radio
La sindrome da trombocitopenia con aplasia bilaterale radiale o sindrome TAR (sindrome trombocitopenica con assenza di radio) è una malattia rara che fu descritta per la prima volta da Shaw e Oliver nel 1959. Si caratterizza per trombocitopenia (diminuzione delle piastrine circolanti, che intervengono nella coagulazione del sangue); malformazioni scheletriche con anomalie degli arti, in particolare la assenza bilaterale del radio; alterazioni o malformazioni della vascolarizzazione; malformazioni cardiache, in particolare la tetralogia di Fallot; frequente l'allergia al latte di vacca. Talvolta possono essere anche presenti malformazione degli arti inferiori così come può aversi tetrafocomelia associata.
Altre rare anomalie associate sono l'angioma del volto e la sordità.

## Prognosi
Circa il 40% dei neonati affetti muoiono nei primi giorni di vita.

## Eziologia
L'eziologia è sconosciuta ma si presuppone una ereditarietà complessa di tipo autosomico recessiva, anche se le evidenze non sono sufficienti. Nel 2007 è stata descritta come responsabile di questa sindrome, la microdelezione del braccio lungo del cromosoma 1. Ma è necessario che sia presente anche la mutazione di un gene, da riscontrare con la diagnosi molecolare.

## Diagnosi differenziale
Questa patologia entra in diagnosi differenziale con la malattia di Fanconi nella quale la trombocitopenia è transitoria e non c'è coinvolgimento di altre cellule ematiche; nonché con la sindrome di Holt-Oram che associa ugualmente malformazioni delle estremità e cardiopatie.